# Карлос Гереда і де Бурбон
Дон Карлос Гереда і де Бурбон, маркіз Альмасан (ісп. Carlos Gereda y de Borbón; 24 січня 1947, Монтевідео — 29 серпня 2017, Мадрид) — іспанський аристократ, інженер, підприємець і філантроп.
Молодший (третій) син Дона Ніколаса Гереда (1916—1991) і Доньї Марії Луїзи де Бурбон і Пінто (1918 р.н.), єдиної дочки Альберто Марії де Бурбон і д'Аст, 2-го герцога Санта-Олени (1883—1959). Карлос Гереда і де Бурбон є прапраправнуком короля Іспанії Карла IV.
З 12 жовтня 2008 року Карлос Гереда і де Бурбон є великим магістром Мальтійського (Іспанського) відділення Ордена Святого Лазаря, після зречення від посад двох суперників, герцога Севільського і герцога де Бриссака.

## Біографія
Дон Карлос Гереда народився в Уругваї, куди його батьки переїхали після Громадянської війни в Іспанії, щоб управляти маєтком, який вони успадкували.
Через свого діда по материнській лінії Альберто Марія де Бурбон і д'Аст, 2-го герцога Санта-Олени (1883—1959), Карлос Гереда пов'язаний з іспанською королівською родиною Бурбонів, бувши шостим кузеном нинішнього короля Іспанії Філіпа VI.
Дон Карлос провів своє раннє дитинство в Іспанії, перш ніж вирушив до підготовчої школи Ladycross в графстві Сассекс (Англія). Потім він навчався в школі Downside в графстві Сомерсет, потім вивчав промислову інженерію в Мадридському університеті Комплутенсе.
15 лютого 1975 року Дон Карлос одружився з Доньєю Маріїєю-лас-Ньевес Кастельяно і Барон, 15-ю маркізою де Альмасан (народилася 24 вересня 1947 р.), дочкою 4-го маркіза Монтемолін і графині де Трастамара і де Прьєго. Родовий титул маркізів де Альмасан був створений в 1575 році королем Іспанії Філіпом II.
Дон Карлос брав участь у створенні Музею науки і дозвілля в Малазі (Іспанія), з метою перетворення його в один з найважливіших музеїв в Південній Європі.
Дон Карлос помер від раку 29 серпня 2017 року.

## Титулатура
- 1947–1975: Дон Карлос Гереда і де Бурбон
- 1975–2008: Дон Карлос Гереда і де Бурбон, маркіз де Альмасан (де-юре, по праву дружини)
- З 2008: Його Високоповажність Дон Карлос Гереда і де Бурбон, Маркіз де Альмасан, 49-й Великий Магістр Військового і Госпітальеровского ордена Святого Лазаря Єрусалиму[6].

## Нагороди
- : Лицар Мальтійського ордена
- : Кавалер Великого Хреста Ордена Карлоса III
- : Кавалер Великого Хреста Ордена Орла Грузії

## Інша
49-й великий магістр Мальтійського відділення Ордена Святого Лазаря, обраний в 2008 році після урочистої клятви в присутності лицарів і дам Ордена в Манчестерському соборі, Сполучене королівство.